# Tronc gastro-colique
Le tronc gastro-colique de Henlé ou tronc de Henlé ou veine gastro-colique de Henlé est un tronc veineux très court et assez volumineux. Il s'abouche au bord droit de la veine mésentérique supérieure, ventralement au processus unciné du pancréas. Il est formé par la confluence de trois veines : la veine pancréatico-duodénale supéro-anterieur, la veine gastro-omentale droite et une veine colique (supérieure droite ou moyenne).